# Сонкорабад (Марказі)
Сонкорабад (перс. سنقراباد) — село в Ірані, у дегестані Сарук, у бахші Сарук, шагрестані Фараган остану Марказі. За даними перепису 2006 року, його населення становило 0 осіб.